# Pero de Escobar
Pero de Escobar, Pero Escobar, Pedro de Escobar (XV wiek) – portugalski rycerz, żeglarz i odkrywca.

## Życiorys
Był jednym z dowódców (drugim był João de Santarém) wyprawy zorganizowanej przez Fernão Gomesa, która w 1471 wyruszyła z Portugalii i dotarła do Shammy na Złotym Wybrzeżu (Ghana) w kraju Aszanti, którzy byli pierwszymi (a zarazem najważniejszymi) dostarczycielami złota w tej części Afryki i gdzie pozyskali kruszec. Wyprawa dotarła w rejon Przylądka Świętej Katarzyny. Jako pilot brał udział w wyprawie Vasco da Gamy do Indii w 1497 oraz w wyprawie Pedra Álvaresa Cabrala z 1500.